# Zakłady bukmacherskie

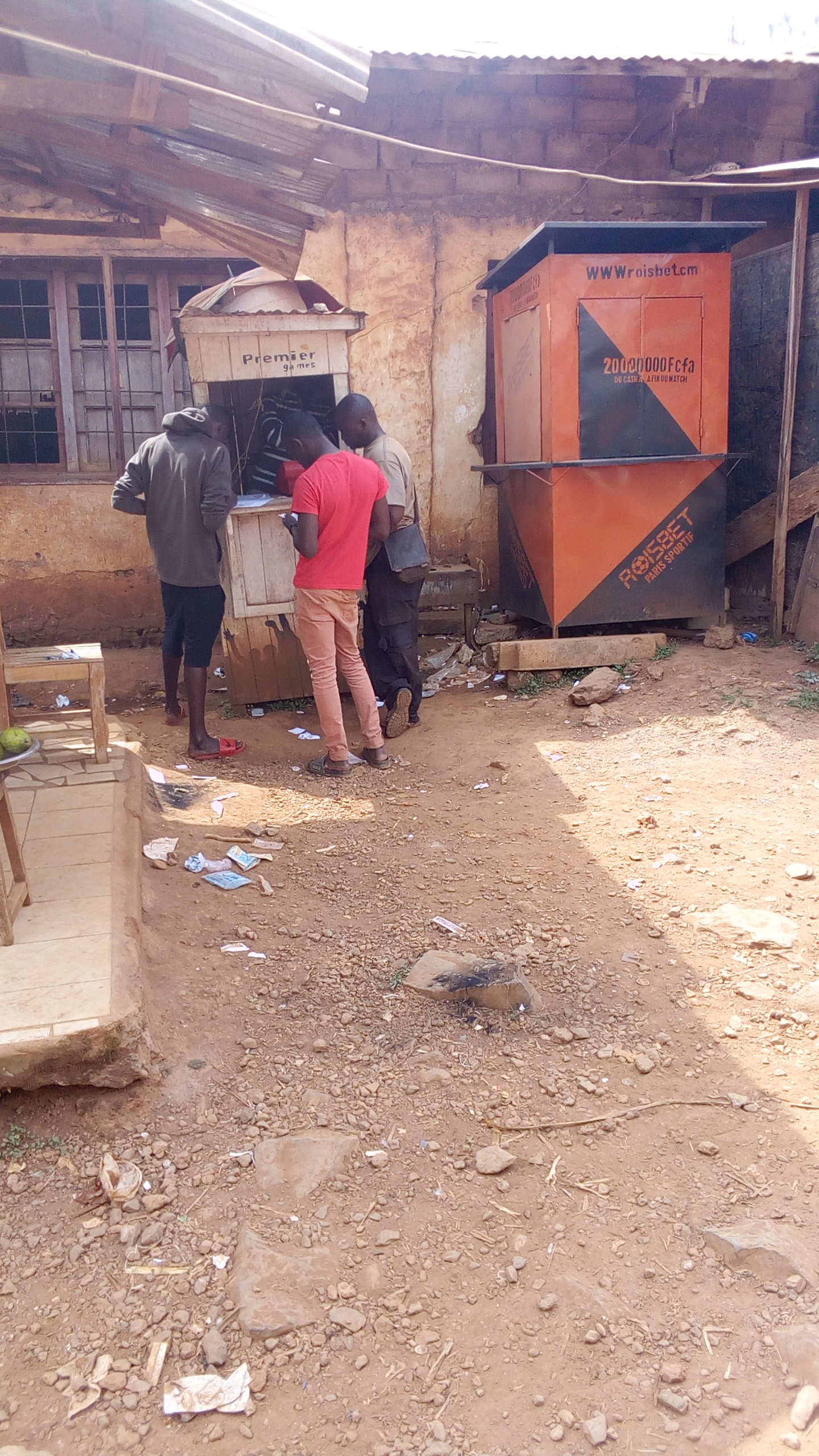
Zakłady sportowe, Kamerun.

Zakłady bukmacherskie – rodzaj zakładów wzajemnych, w których należy przewidzieć wynik spotkania sportowego. Zakłady bukmacherskie przyjmowane są przez osobę zwaną bukmacherem lub przez przedsiębiorstwo bukmacherskie. W zależności od rezultatu spotkania zakład może być wygrany, wygrany w połowie, przegrany, przegrany w połowie lub zwrócony. Wysokość ewentualnej wygranej zależy od ustalonego przez bukmachera kursu na dany wynik, obowiązującego w momencie zawarcia zakładu. Zakłady można zawierać w punktach stacjonarnych oraz przez strony internetowe bukmacherów.

## Rodzaje zakładów bukmacherskich
Zakłady bukmacherskie można podzielić na wiele rodzajów, w zależności od liczby selekcji, sposobu wypłaty oraz poziomu ryzyka. Oto najważniejsze typy:

### Zakłady proste
- Zakład pojedynczy (Single) – Jeden wybór w jednym wydarzeniu. Wygrana zależy od kursu i poprawności typu.
- Zakład na wygraną (Win) – Obstawiasz zwycięstwo jednej selekcji.
- Zakład na miejsce (Place) – Wygrywasz, jeśli Twój wybór zajmie jedno z premiowanych miejsc.
- Zakład Each-Way – Składa się z dwóch zakładów: na wygraną i na miejsce. Wypłata zależy od obu części.

### Zakłady wielokrotne
- Double – Dwa wybory w różnych wydarzeniach. Oba muszą wygrać.
- Treble – Trzy selekcje. Wszystkie muszą być trafione.
- Accumulator – Cztery lub więcej selekcji. Kursy się mnożą, ale każda musi wygrać.

### Zakłady forecast i tricast
- Straight Forecast – Dokładne 1. i 2. miejsce w kolejności.
- Reversed Forecast – Dwie możliwe kolejności 1. i 2. miejsca.
- Combination Forecast – Kilka selekcji, wszystkie możliwe kombinacje miejsc 1–2.
- Tricast – Dokładne miejsca 1, 2 i 3.
- Combination Tricast – Wszystkie możliwe kolejności trzech miejsc z większej liczby selekcji.

### Zakłady Full Cover
- Trixie: 3 selekcje – 4 zakłady (3 double + 1 treble)
- Yankee: 4 selekcje – 11 zakładów
- Canadian: 5 selekcji – 26 zakładów
- Heinz: 6 selekcji – 57 zakładów
- Super Heinz: 7 selekcji – 120 zakładów
- Goliath: 8 selekcji – 247 zakładów

### Full Cover z zakładami pojedynczymi
- Patent: 3 selekcje – 7 zakładów (3 single + 3 double + 1 treble)
- Lucky 15, Lucky 31, Lucky 63: Zawierają zakłady pojedyncze i kombinacje.

### Any to Come (ATC)
Zakłady warunkowe, w których wygrane z jednej selekcji są przeznaczane na kolejną.
- SSA – Single Stakes About
- DSA – Double Stakes About
- Round Robin, Flag, Super Flag, etc.

### Zakłady Union Jack
Zawierają 9 selekcji ułożonych w siatkę 3×3. Każda linia (poziomo, pionowo lub na skos) tworzy osobny zakład wielokrotny, np. Trixie, Treble lub Patent.

### Kalkulatory kursów
Dla większości złożonych zakładów gracze mogą używać internetowych kalkulatorów kursów. Ułatwiają one obliczenie potencjalnej wypłaty przed zawarciem zakładu.

### 1X2
To najbardziej popularny rodzaj zakładu, który analizowany jest w następujący sposób:
- 1 – wygrana gospodarzy
- X – remis
- 2 – wygrana gości

W tym typie zakładu mamy 3 możliwe zdarzenia do typowania: Albo wygra gospodarz spotkania, albo wygra gość, albo spotkanie zakończy się remisem.

### Podwójna szansa 1X, X2, 12
Inaczej nazywana zakładami z podpórką, które działają na zasadzie dodania jeszcze jednej opcji rezultatu spotkania. Możemy obstawiać w następujący sposób:
- 1X – wygrana gospodarzy albo remis
- X2 – wygrana gości albo remis

Obstawienie 1X daje nam wygraną w sytuacji, gdy spotkanie wygra gospodarz albo zakończy się remisem. Analogicznie – zakład nam nie wejdzie, jeśli mecz wygra zespół gości.
Co ciekawe, w sytuacji gdy bukmacher nie wystawia oferty na 1X/X2 gracz może ją obliczyć sam poprzez obliczenia w ramach kursów na 1X2. W praktyce jest to obstawienie zakładu w taki sposób, aby obie stawki dawały identyczną kwotę wygranej.

### Zakład dwudrogowy 12
Zakład dwudrogowy opiera się na zapisie 12, co oznacza:
- 12 – wygrana gospodarzy albo wygrana gości (zakład bez remisu)

Zakład dwudrogowy występuje najczęściej w dyscyplinach sportowych, gdzie spotkanie nie kończy się remisem – któraś z drużyn musi wygrać, np. w siatkówce czy tenisie ziemnym.

### Pierwsza połowa/spotkanie
Zakład umożliwiający obstawienie wyniku do przerwy oraz na koniec spotkania.
W ramach tego zakładu do wyboru mamy opcje:
- 1/1 – wygrana gospodarzy do przerwy i wygrana gospodarza na koniec meczu
- 1/0 – wygrana gospodarzy do przerwy i remis na koniec meczu
- 1/2 – wygrana gospodarzy do przerwy i wygrana gości na koniec meczu
- 0/1 – remis do przerwy i wygrana gospodarzy na koniec meczu
- 0/0 – remis do przerwy i remis na koniec meczu
- 0/2 – remis do przerwy i wygrana gości na koniec meczu
- 2/1 – wygrana gości do przerwy i wygrana gospodarzy na koniec meczu
- 2/0 – wygrana gości do przerwy i remis na koniec meczu
- 2/2 – wygrana gości do przerwy i wygrana gości na koniec meczu

W tym typie zakładu mamy aż 9 wariantów, z jakich gracz może wybierać stawiając swój zakład.

### Powyżej/Poniżej
W zakładach typu powyżej/poniżej chodzi o poprawne wytypowanie, czy czegoś w trakcie spotkania będzie więcej lub mniej np. liczby bramek, rzutów rożnych, kartek itp. Typer ma zawsze 50% szans na powodzenie, gdyż nie dopuszcza się tutaj opcji remisu.

### Handicap
Zgodnie z podręcznikową definicją handicap to liczba punktów bądź bramek, jaką bukmacher wystawiający zakłady odejmuje lub dodaje do konta jednej z drużyn biorących udział w spotkaniu. Głównym założeniem handicapu jest wyrównanie szans obydwu stron pojedynku.

### BTTS
Nazwa tego rodzaju zakładu pochodzi z języka angielskiego (Both teams to score) i oznacza, że obie drużyny strzelą gola. W przypadku zakładów na BTTS dostępne są dwie opcje – TAK lub NIE, a szanse na ich wystąpienie, wyrażone w kursach, są często wyrównane.

### Yield
Yield w zakładach bukmacherskich to procentowy wskaźnik wydajności, określający stosunek zysków do stawek. Można go obliczyć prostą formułą: [(Wygrana - Stawka)/Stawka] x 100%. Na przykład, stawiając 300 zł i wygrywając 450 zł, yield wynosi 50%. Jest to wartościowe narzędzie, szczególnie przy analizie długoterminowej.

## Sytuacja w Polsce
1 kwietnia 2017 roku weszła w życie nowelizacja ustawy hazardowej. Ostatnią, najważniejszą datą związaną z nowym prawem jest 1 lipca 2017 roku. Tego dnia wszystkie strony nielegalnie działających bukmacherów na terenie Polski zostały zablokowane (taki obowiązek mają między innymi dostawcy Internetu). Aby legalnie funkcjonować w Polsce, przedsiębiorstwa bukmacherskie muszą posiadać licencję wydaną przez Ministerstwo Finansów. 
Lista legalnych bukmacherów w Polsce - stan na październik 2024: 
1. E-TOTO Zakłady Bukmacherskie Sp. z o.o. - zezwolenie z dnia 28 listopada 2014 r. nr AG9(RG3)/7251/15/KLE/2013/17.
2. FORTUNA online zakłady bukmacherskie Sp. z o.o. – zezwolenie z dnia 23 stycznia 2012 r. nr SC/12/7251/10/WKC/11-12/5565
3. Star-Typ Sport Zakłady Wzajemne Sp. z o.o. – zezwolenie z dnia 21 lutego 2012 r. nr SC/12/7251/11-6/KLE/2011/5540/12
4. Traf Zakłady Wzajemne Sp. z o.o. - zezwolenie z dnia 30 listopada 2018 nr PS4.6831.3.2018
5. LV BET Zakłady Bukmacherskie Sp. z o.o. – zezwolenie z dnia 13 maja 2016 r. nr PS4.6831.9.2016.EQK
6. Superbet Zakłady Bukmacherskie Sp. z o.o. - zezwolenie z dnia 18 października 2019 nr PS4.6831.5.2019
7. Totalbet Zakłady Bukmacherskie – zezwolenie z dnia 22 marca 2018 r. nr PS4.6831.15.2017
8. forBET Zakłady Bukmacherskie Sp. z o.o. – zezwolenie z dnia 4 maja 2016 r. nr PS4.6831.10.2016
9. Cherry Online Polska Sp. z o.o – zezwolenie z dnia 28 czerwca 2018 r. nr PS4.6831.26.2017
10. BEM Operations Limited – zezwolenie z dnia 26 września 2018 r. nr PS4.6831.11.2017
11. BetFan Sp. z o.o. – zezwolenie z dnia 29 października 2018 r. nr PS4.6831.3.2018
12. BetX Polska Sp. z o.o. - zezwolenie nr  PS4.6831.30.2017
13. Betcris Polska Sp. z o.o. - zezwolenie z dnia 31.1.2019 nr PS4.6831.1.2019
14. GO BET Sp. z o.o. - zezwolenie z dnia 29 listopada 2019 nr PA11.6831.11.2021
15. Bukmacherska Sp. z o.o. – zezwolenie z dnia 9 grudnia 2020 r. nr PS4.6831.1.2020
16. Fan Project Sp. z o.o. - zezwolenie nr PS4.6831.5.2020
17. Silesia Entertainment Sp. z o.o. - zezwolenie z dnia 16.04.2021 nr PS4.6831.7.2020
18. Wett Arena Polska Sp. z o.o. - zezwolenie nr DAG10. 6831.1.2022
19. NOVOBET Sp. z o.o. - zezwolenie z dnia  6 lutego 2024 nr DAG9. 6831.6.2023